# Setomima triangularis
Setomima triangularis är en tvåvingeart som beskrevs av Wagner 2000. Setomima triangularis ingår i släktet Setomima och familjen fjärilsmyggor. Inga underarter finns listade i Catalogue of Life.